# Hallencourt
Hallencourt é uma comuna francesa na região administrativa de Altos da França, no departamento de Somme. Estende-se por uma área de 20,55 km². Em 2010 a comuna tinha 1 323 habitantes (densidade: 64,4 hab./km²).